# NGC 2241
NGC 2241 là một cụm sao mở trong chòm sao Kiếm Ngư.  Nằm trong Đám mây Magellan Lớn, nó được John Herschel phát hiện vào ngày 31 tháng 1 năm 1835.